# Coranarta
Coranarta is een geslacht van vlinders van de familie uilen (Noctuidae).

## Soorten
- C. cordigera (Thunberg, 1788)
- C. restricta Yela, 2002